# Christel Steffin
Christel Steffin, née le 4 avril 1940 à Hohennauen, est une nageuse est-allemande spécialiste de la nage libre. Elle est médaillée de bronze en relais lors des Jeux de 1960.

## Carrière
Pour sa première participation aux Jeux en 1956, Christel Steffin participe au 100 m nage libre mais dépasse pas le stade des séries. Elle est également membre du relais 4 x 100 m nage libre qui ne prend finalement pas le départ. Quatre ans plus tard, aux Jeux de 1960, elle prend part au 4 x 100 m nage libre qui termine sur la troisième place du podium avec Heidi Pechstein, Gisela Weiss et Ursel Brunner.

## Palmarès
| Date | Compétition     | Lieu      | Place | Course               |
| ---- | --------------- | --------- | ----- | -------------------- |
| 1956 | Jeux olympiques | Melbourne | 18e   | 100 m nage libre     |
| 1956 | Jeux olympiques | Melbourne | DNS   | 4 x 100 m nage libre |
| 1960 | Jeux olympiques | Rome      | 3e    | 4 x 100 m nage libre |